# Quiestède
Quiestède település Franciaországban, Pas-de-Calais megyében. Lakosainak száma 654 fő (2022. január 1.). Quiestède Heuringhem, Roquetoire, Ecques és Racquinghem községekkel határos.

## Népesség
A település népességének változása:
| Lakosok száma | 631  | 613  | 614  | 621  | 627  | 625  | 642  | 654  |
|               | 2013 | 2015 | 2017 | 2018 | 2019 | 2020 | 2021 | 2022 |